# بوطروش
بوطروش هي قرية أمازيغية مغربية وجماعة قروية وسط غربي المغرب. تنتمي بوطروش لإقليم سيدي إفني على الساحل الأطلسي وتضم هذه الجماعة القروية 4.496 نسمة (إحصاء رسمي 2004).

## دواوير الجماعة
إد موسى/ إدبلا / إد الطاهر / إد كروم / تافراوت / إدعدي اومبارك /تورغت / واوكشرير / أنامر /  إدمبارك / تاكريانت /أفنتيقي / منجم وانسيمي / ادعلي اوحماد / ادهموعدي / تيزاغارين/امرزكلي/إد بها أصالح /إدحموعدي /تناضين /إدكروم / إدمحمد / تفراوت / ادلحسن امسعود / إدبوهيا / إدييزال /  إدزدو / إدميمون / إدالحاج علي / أفرا / تاتلت / بكزا / ادولحسن / إدحمد ألحسن /  ...